# Kyrkkaffe

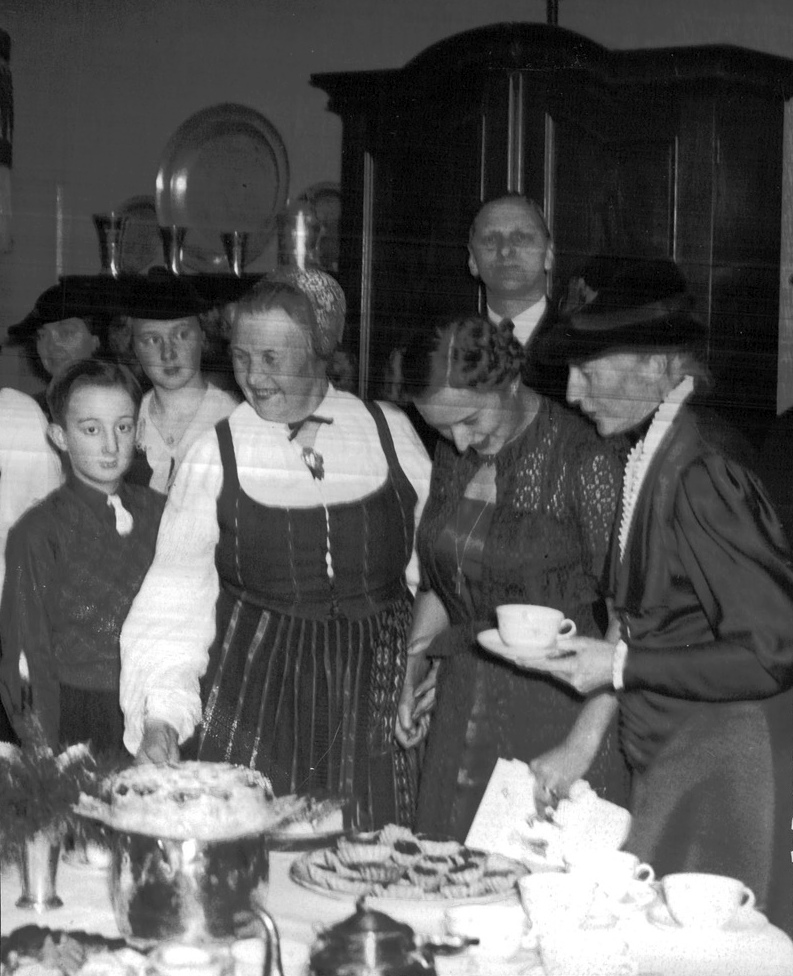
Kyrkkaffe hemma hos Delsbostintan i lägenheten på Arsenalsgatan första advent 1937.

Kyrkkaffe är en kaffebjudning som äger rum i första hand efter söndagens gudstjänsten,, alternativt före gudstjänsten eller under en paus mitt i gudstjänsten.
Kyrkkaffeliknande samlingar finns i exempelvis Australien, Kanada, Finland, Tyskland, Holland, Nya Zeeland, Norge, Sverige och USA. Olika engelska uttryck som förekommer är After church coffee, Christian fellowship event, Church coffee, Church coffee hour, Coffee after church, Coffee fellowship, Coffee hour, Coffee hour after service, Coffee time after church service, Fellowship (in the church hall etcetera) och Hospitality ministry.
Därtill finns även så kallade Cafe churches - "Churches using the cafe as a model for their organization".

## Kyrkkaffe i Sverige
Att erbjuda kyrkkaffe kan organiseras av församlingen eller av någon annan med anknytning till kyrkan. Då serveras kaffe, te och saft, samt smörgåsar och konditorivaror (exempelvis bullar, kakor och tårta). Vanligen sker detta mot en smärre avgift, men det förekommer även att förstagångsbesökare i den aktuella kyrkan bjuds på kyrkkaffet. Samtalsämnena varierar stort, men kan utöver alldagliga saker handla om dagens predikan och sång och liknande.
I en del del kyrkor finns ett separat kafé i kyrkans lokaler, som kan drivas av kyrkan själv eller någon annan.

### Historia
Möjligen kom kyrkkaffet till Sverige med väckelserörelserna. Det kan också sägas vara en utveckling av, eller ersättare för, mötet på kyrkbacken efter högmässan. Begreppet kyrkkaffe förekommer i tidningstext i Göteborgs handels- och sjöfartstidning 1919 och i Jämtlandsposten 1920.
Kyrkkaffet var till en början ofta en privat tillställning där man inbjöds till kyrkkaffe efter gudstjänsten eller högmässogudstjänsten hemma hos någon bekant. Även prästen och dennes hustru kunde inbjuda några av gudstjänstbesökarna på kyrkkaffe i prästens hem i prästgården. Med tiden utvecklades kyrkkaffet till att bli en offentlig tillställning som anordnades av församlingen och där samtliga gudstjänstbesökare inbjöds till kaffe och samvaro vid gudstjänstens slut. Kyrkkaffet skedde då företrädesvis i församlingshemmet/församlingsvåningen, men kunde även ske i prästens bostad.